# Clinostomus funduloides
Clinostomus funduloides е вид лъчеперка от семейство Шаранови (Cyprinidae). Видът не е застрашен от изчезване.

## Разпространение
Разпространен е в САЩ.